# Dracula (film 1931 Browning)
Dracula è un film horror soprannaturale del 1931 diretto da Tod Browning e scritto da Garrett Fort. E' un adattamento dell'omonimo spettacolo teatrale di Hamilton Deane e John L. Balderston (1924), a sua volta adattamento dell'omonimo romanzo di Bram Stoker (1897). Il film è interpretato da Bela Lugosi nel ruolo del Conte Dracula, un vampiro che si sposta in Inghilterra dalla Transilvania e si nutre del sangue dei vivi, inclusa la fidanzata di un giovane avvocato.
Prodotto e distribuito dalla Universal Pictures, Dracula è il primo adattamento come film sonoro del romanzo di Stoker. Molti attori furono considerati per il ruolo del protagonista; Lugosi venne scelto alla fine perché aveva già interpretato la parte a Broadway. Il film venne girato in parte su dei set ricostruiti negli studi della Universal, che durante la notte venivano riutilizzati per girare una seconda versione del film in lingua spagnola, anch'essa prodotta dalla Universal.
Dracula fu un successo sia commerciale sia di critica (sesto film al box office statunitense in quell'anno), e diede origine a vari sequel e spin-off. Ha avuto una notevole influenza sulla cultura popolare; in particolare, l'interpretazione di Dracula da parte di Lugosi ha reso quest'ultimo un personaggio iconico, nonché la raffigurazione archetipica del vampiro nella successiva letteratura fantastica. Nel 2000 il film è stato scelto per essere conservato nel National Film Registry della Biblioteca del Congresso degli Stati Uniti in quanto "culturalmente, storicamente, o artisticamente rilevante".

## Trama
Il notaio Renfield si reca al castello del conte Dracula in Transilvania per affari. La superstiziosa gente del villaggio teme i vampiri che ritengono abitino nel castello e avvertono Renfield di non andarci. Lui si rifiuta di rimanere alla locanda del posto e giunge al castello con Dracula travestito da cocchiere. Durante il viaggio, Renfield si accorge che il cocchiere è scomparso e i cavalli sono mossi da un pipistrello.
Renfield entra nel castello accolto dall'affascinante ma eccentrico conte, che, all'insaputa di Renfield, è un vampiro. Discutono dell'intenzione di Dracula di affittare l'Abbazia di Carfax a Londra, dove intende dirigersi il giorno successivo. Quella notte Dracula ipnotizza Renfield, il quale viene portato ad aprire una finestra e sviene all'entrata in camera di un pipistrello. Le tre mogli di Dracula appaiono e si avventano sull'uomo, ma il conte le allontana e lo morde.
Qualche tempo dopo, a bordo della nave Vest, Renfield è ormai diventato pazzo e delirante, schiavo di Dracula; si nasconde nella stiva custodendo la bara del suo padrone, che di notte si desta per nutrirsi dell'equipaggio. Quando la nave raggiunge l'Inghilterra, si scopre che Renfield è rimasta l'unica persona vivente a bordo; viene mandato al sanatorio del dottor Seward adiacente all'Abbazia di Carfax.
Dracula inizia ad aggirarsi per le strade spacciandosi per un uomo comune. In un teatro di Londra incontra Seward, che gli presenta sua figlia Mina, il suo fidanzato John Harker e l'amica di famiglia Lucy Weston. Lucy rimane affascinata dal conte; quella notte, Dracula entra nella sua stanza e beve il suo sangue mentre dorme. Dissanguata, la donna muore il giorno successivo dopo una serie di trasfusioni fallite.
Renfield continua a essere in uno stato di squilibrio mentale, essendo ossessionato dal mangiare mosche e ragni. Il professor Van Helsing analizza il sangue di Renfield e si interessa al suo caso. Comincia a parlare di vampiri e quel pomeriggio Renfield implora Seward di mandarlo via, sostenendo che le sue grida notturne potrebbero disturbare i sogni di Mina. Dracula attira l'attenzione del suo servo con l'ululato di un lupo e Van Helsing lo intimorisce con la pianta di aconito, che secondo il dottore viene usata per proteggersi dai vampiri.
Dracula fa visita a Mina, addormentata nella sua camera da letto, e la morde. La sera successiva, il conte viene nella casa per una visita e Van Helsing e Harker notano che non si riflette negli specchi. Dracula si accorge della loro scoperta, così rompe lo specchio e se ne va. Van Helsing deduce che Dracula è il vampiro dietro i recenti omicidi avvenuti in città .
Mina lascia la sua stanza e corre da Dracula in giardino, dove lui beve nuovamente il suo sangue finché la cameriera non la trova. I giornali riportano che una donna vestita di bianco attira i bambini dal parco e li morde. Mina riconosce la donna come Lucy, risorta come un vampiro. Harker vuole portare Mina a Londra per sicurezza, ma poi viene convinto a lasciare Mina con Van Helsing. Il dottore ordina all'infermiera Briggs di prendersi cura di Mina quando dorme e di non rimuoverle la ghirlanda di aconito dal collo.
Renfield fugge dalla sua cella e ascolta gli uomini che parlano di vampiri. Prima che il suo assistente lo riaccompagni in cella, Renfield racconta loro come Dracula lo ha convinto a farlo entrare nel sanatorio promettendogli migliaia di ratti con cui nutrirsi in cambio. Dracula entra nel salotto di Seward e parla con Van Helsing, affermando che Mina ora appartiene a lui e lo avverte di tornare nel suo paese natale. Van Helsing giura di scavare nell'abbazia di Carfax e di distruggere Dracula. Il vampiro tenta di ipnotizzarlo, ma la volontà del dottore si rivela più forte del previsto. Dracula cerca di attaccare Van Helsing, che però si protegge con un crocifisso, costringendolo alla fuga.
Harker fa visita a Mina su una terrazza e lei parla di quanto ami "le notti e le nebbie". Un pipistrello vola sopra di loro e tramite degli squittii sembra comunicare con Mina, che quasi morde Harker, ma Van Helsing e Seward lo salvano. Mina confessa quello che Dracula le ha fatto e dice a Harker che il loro amore non può continuare.
Dracula ipnotizza Briggs facendole rimuovere la collana di aconito dal collo di Mina e aprire le finestre. Van Helsing e Harker vedono Renfield dirigersi verso l'Abbazia di Carfax, dove si trova anche Dracula con Mina. Quando Harker chiama la donna, il conte pensa che Renfield li abbia condotti lì e lo uccide. Van Helsing e Harker braccano Dracula; sapendo che è costretto a dormire nella sua bara durante il giorno e visto che il sole sta sorgendo, Van Helsing prepara un paletto di legno con cui impalare Dracula nel cuore attraverso la bara e lo uccide in definitiva, mentre Harker si ricongiunge con Mina tornata alla normalità.

## Precedenti
Il romanzo di Bram Stoker era stato già trasposto al cinema nel 1922, con il titolo di Nosferatu il vampiro, dal regista tedesco F. W. Murnau, che però non aveva ottenuto in via ufficiale i diritti. La vedova di Stoker fece causa alla produzione per plagio e violazione del copyright, e il tribunale decise in suo favore, ordinando di distruggere tutte le copie esistenti del film di Murnau. Il giovane produttore Carl Laemmle Jr. vide però delle possibilità nel romanzo di Stoker, e acquistò legalmente i diritti del film, volendo inizialmente produrre un kolossal spettacolare sull'esempio de Il gobbo di Notre Dame (1923) e Il fantasma dell'Opera (1925).
Lo spettacolo di Deane e Balderston, che aveva ottenuto un enorme successo a Broadway, divenne la base del film mentre questo si sviluppava, ma gli sceneggiatori studiarono attentamente anche il Nosferatu di Murnau per trarne ispirazione (la scena in cui Renfield si punge un dito per errore, facendolo sanguinare e scatenando la sete del Conte, assente nel romanzo di Stoker, è tratta direttamente da una scena quasi identica in quel film).

## Produzione

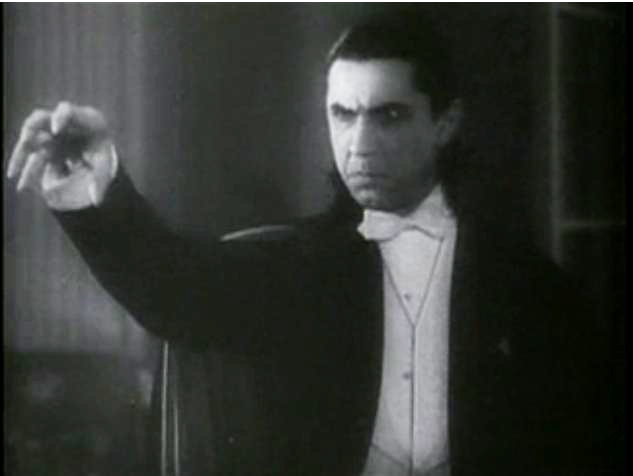
Bela Lugosi è il conte Dracula

Lon Chaney fu la prima scelta per il ruolo del Conte, ma purtroppo la morte dell'attore portò la produzione ad una scelta difficile. All'inizio, Laemmle non era per niente interessato a Lugosi, nonostante le ottime recensioni del suo lavoro a teatro, e volle considerare altri attori, fra cui Paul Muni, Chester Morris, Ian Keith, Joseph Schildkraut e Arthur Edmund Carewe. Lugosi, che per caso era di passaggio a Los Angeles con un tour dello spettacolo in quel periodo, insistette però con forza per ottenere la parte e alla fine convinse i produttori, anche accettando una paga ridotta di 500 dollari per sette settimane di lavoro (per un totale di 3.500).
Secondo quanto riportato da diverse fonti, la produzione fu abbastanza problematica e disorganizzata. L'abitualmente meticoloso Tod Browning lasciò molta libertà al direttore della fotografia Karl Freund, rendendolo di fatto una sorta di regista non accreditato del film. David Manners, l'interprete di John Harker, ricordava: «Riesco ancora a vedere Lugosi sfilare avanti e indietro sul set, mettersi in posa di fronte a uno specchio a figura intera, gettarsi indietro il mantello sulla spalla e urlare: "Io sono Dracula!". Era un uomo misterioso, e non disse mai una parola agli altri membri del cast, a parte "buongiorno" quando arrivava sul set e "buonasera" al momento di andarsene. Era cortese, ma sempre distante». Manners ne ricavò l'impressione di un attore vanitoso ed eccentrico: «Non ho mai pensato stesse recitando, stava semplicemente interpretando l'uomo strano che era».
Anche Edward Van Sloan, l'interprete di Van Helsing nel film, aveva già interpretato il ruolo a teatro, e si meravigliò che nel film lo specchio a figura intera dello show fosse stato sostituito con lo specchietto di una tabacchiera. Anche Bernard Jukes, che interpretava Renfield a teatro, volle comparire nel film, ma la parte venne invece affidata a Dwight Frye. Tod Browning ricordava Helen Chandler per la sua interpretazione a teatro della commedia The Silent House (1928), dove interpretava il personaggio di una donna giovane e ingenua, e per questo la scelse per il ruolo di Mina. 

Carla Laemmle, nipote del produttore Carl Laemmle e cugina di Carl Laemmle Jr., partecipò al film in un ruolo non accreditato. È la ragazza con gli occhiali all'inizio del film che legge sulla carrozza che sta portando Renfield a Borgo Passo. Nel 2014, a 104 anni d'età, la Laemmle era l'unica persona ancora in vita ad aver preso parte alla pellicola.

### Versione in lingua spagnola
In contemporanea alla produzione di questo film in lingua inglese ne venne girata anche una versione in spagnolo. Mentre di giorno si girava la versione in inglese, durante la notte, utilizzando gli stessi set, ne veniva girata una seconda versione con un differente cast e sotto la direzione di un altro regista, George Melford. La versione in castigliano e ungherese del film utilizza tecniche di ripresa più sofisticate e pionieristiche rispetto alla versione in lingua inglese, quali le carrellate e i posizionamenti della macchina da presa, anche se la recitazione è meno raffinata. A lungo ritenuta perduta, una copia del Dracula spagnolo venne ritrovata negli anni settanta e restaurata. Questa versione è stata inclusa come extra nella "Classic Monster Collection" in DVD del 1999, nella "Legacy Collection" in DVD del 2004, nella "75th Anniversary Edition DVD" del 2006, e nel cofanetto "Universal Monsters: The Essential Collection" in Blu-ray del 2012.

## Colonna sonora
La pellicola è totalmente priva di musica, tranne che nei titoli di apertura (dove viene usata la musica per il balletto Il lago dei cigni - Lebedinoe ozero - di Čajkovskij). Nel 1999 Philip Glass fu scelto per comporre delle musiche per accompagnare il film (in diverse edizioni in DVD è presente anche l'opzione per selezionare tali musiche).

## Distribuzione
Quando il film debuttò al Roxy Theatre di New York il 12 febbraio 1931 (e due giorni dopo nel resto degli Stati Uniti), i giornali dell'epoca riportarono la notizia che alcuni spettatori si erano sentiti male a causa delle immagini orrorifiche mostrate sullo schermo. Questa pubblicità, orchestrata dallo studio cinematografico, accrebbe la curiosità del pubblico nei confronti della pellicola, che quindi affollò i cinema. Dracula si rivelò un grosso successo al botteghino con un profitto di oltre 700,000 dollari, il maggior incasso del 1931 per la Universal.

### Edizione italiana
Il film arrivò in Italia direttamente in televisione, venendo trasmesso su Rai 2 il 20 aprile 1986 col titolo Dracula primo; il doppiaggio fu diretto da Edmo Fenoglio su dialoghi di Deborah Jacquier. Nel 1993 fu ridoppiato per la distribuzione in VHS dalla E.C.T. per conto della Prima Immagine; questo doppiaggio fu realizzato senza avere a disposizione la colonna internazionale, così che musica e suoni vennero sostituiti quasi completamente (fanno eccezione i titoli di testa e di coda). Nel 2004 il film fu distribuito in DVD con un nuovo ridoppiaggio diretto da Renato Cecchetto.

## Accoglienza
Il film venne generalmente ben accolto dalla critica cinematografica. Mordaunt Hall del The New York Times lo definì "il migliore dei molti film del mistero", descrivendo la regia di Browning "evocativa" e l'interpretazione di Helen Chandler "eccellente". Variety elogiò la pellicola per la sua "ambientazione straordinariamente efficace satura di atmosfera raccapricciante" e scrisse: "Viene difficile pensare che chiunque possa solo eguagliare l'interpretazione del vampiro da parte di Bela Lugosi, e l'efficacia del suo accento mitteleuropeo che si adatta così bene al personaggio". Film Daily descrisse il film "un buon melodramma" e lodò anche la prova d'attore di Lugosi, definendola "splendida" e rimarcando il fatto di come egli avesse creato "uno dei più singolari e potenti ruoli cinematografici di sempre". Time definì Dracula "un melodramma eccitante, non buono come avrebbe potuto essere, ma una spanna sopra ogni altro film del mistero". John Mosher del The New Yorker scrisse invece una recensione negativa del film, notando "che l'intera faccenda dei vampiri era trattata in maniera piuttosto piatta e scialba". Il Chicago Tribune scrisse che il film non era così spaventoso come veniva descritto o come la versione teatrale, definendolo "troppo ovvio e scontato" e "troppo evidenti i tentativi di spaventare", ma concluse scrivendo che Dracula era "un thriller abbastanza soddisfacente".
Paolo Mereghetti nel suo Il Mereghetti. Dizionario dei film assegna alla pellicola due stelle definendola importante soprattutto per avere "rilanciato la moda del fantastico e dell'orrore che avrebbe trovato grande seguito in altri film della Universal".
Rudy Salvagnini nel suo Dizionario dei film horror dà tre stellette al film definendo l'opera "piuttosto statica e verbosa, ma che pur tradendo l'origine teatrale e il fatto di essere stata realizzata agli albori del sonoro", è diventata un classico. In conclusione, Salvagnini loda l'interpretazione di Bela Lugosi e di Dwight Frye nel ruolo di Renfield.

## Censura
Il film fu inizialmente distribuito con una durata complessiva di 85 minuti; quando venne ridistribuito nel 1936, le maglie della censura si erano fatte più strette. Per questa ragione, due scene furono tagliate. Il taglio più significativo fu un epilogo dove Edward Van Sloan ammoniva gli spettatori che, nonostante avessero assistito a un'opera di finzione, i vampiri esistevano veramente! L'epilogo venne eliminato per paura che potesse incoraggiare la gente a credere nel soprannaturale. La scena viene brevemente mostrata nel documentario Road to Dracula, ma non è stata restaurata e reinserita nelle moderne edizioni del film. Il secondo taglio riguarda le urla fuori inquadratura di Dracula alla fine del film quando Van Helsing gli pianta un paletto nel cuore, e le grida di Renfield quando viene ucciso da Dracula; entrambi gli effetti sonori sono stati successivamente reintegrati nelle versioni del film per il mercato home video in VHS, Laserdisc e DVD (tranne che nell'edizione "Legacy Collection" del 2004).

## Eredità e lascito culturale

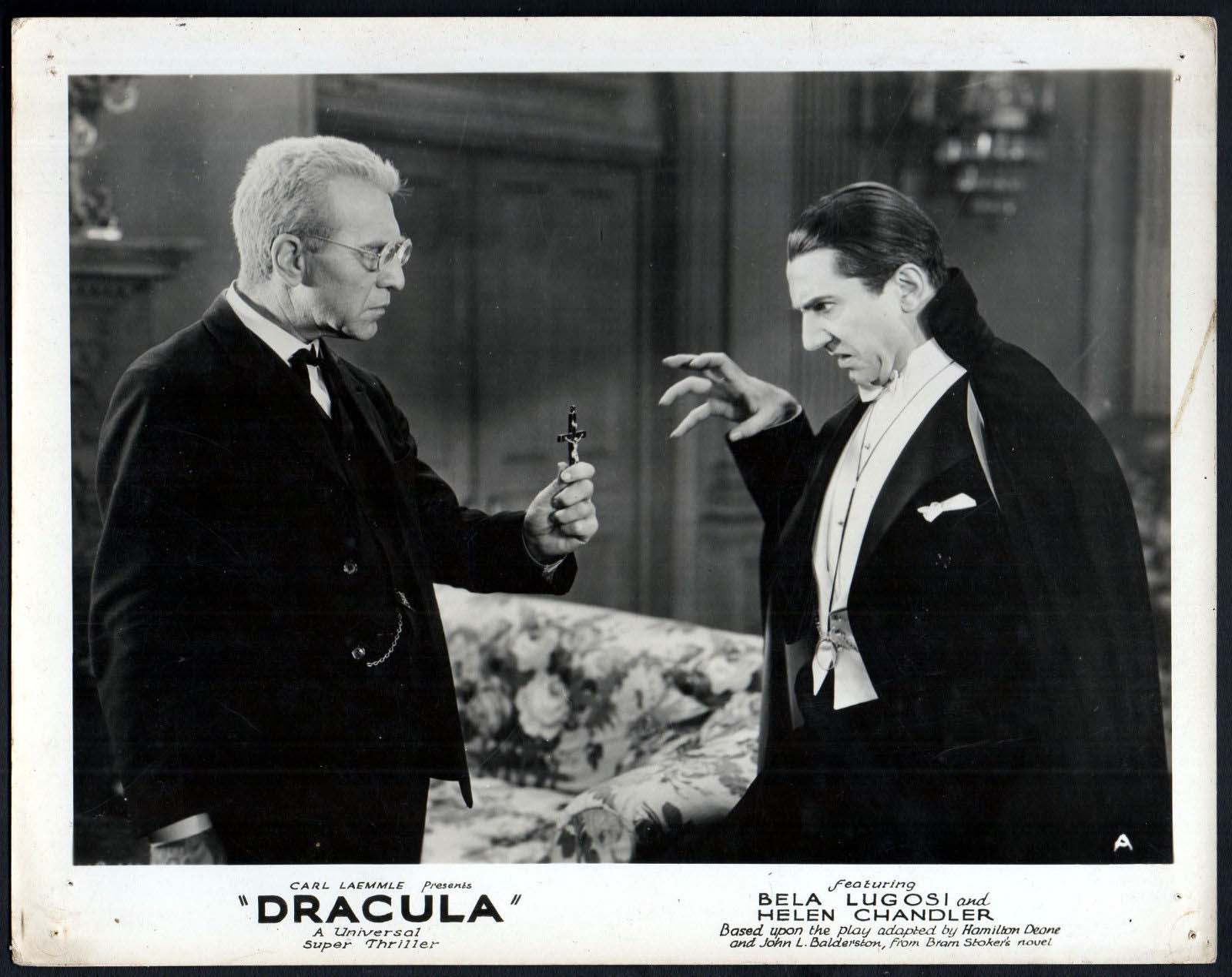
Edward Van Sloan e Bela Lugosi

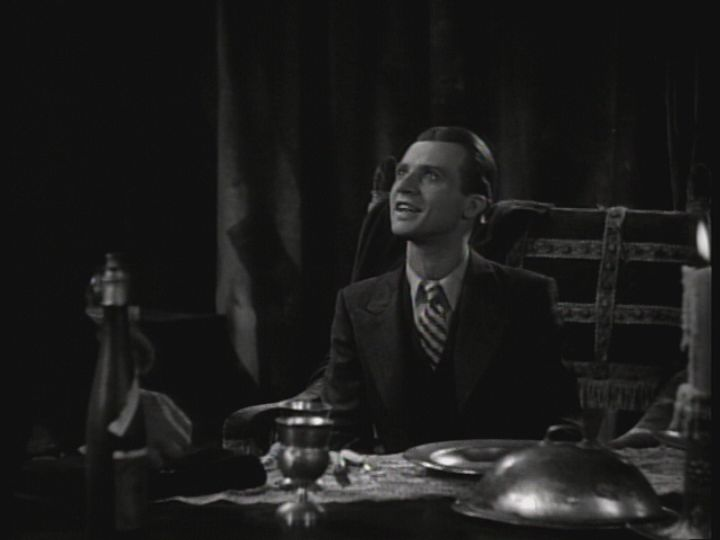
Dwight Frye è Renfield

Attualmente, Dracula è ampiamente considerato un classico della sua epoca e del suo genere. Nel 2000, il film è stato scelto per l'inserimento nel National Film Registry dalla Biblioteca del Congresso degli Stati Uniti quale opera "culturalmente, storicamente, o esteticamente significativa". Il canale via cavo statunitense Bravo ha inserito Dracula al 79º posto nella classifica The 100 Scariest Movie Moments.
Da molti critici ed appassionati di cinema, l'interpretazione di Bela Lugosi del personaggio è considerata essere l'interpretazione "definitiva" di Dracula. A causa della sua magnetica performance, Dracula divenne il ruolo caratteristico di Bela Lugosi, e rese il "suo" Dracula un'icona culturale, e l'attore stesso una leggenda del ciclo horror della Universal Pictures.
Tuttavia, il ruolo di Dracula si sarebbe rivelato per Lugosi sia una benedizione sia una maledizione. Nonostante il suo trascorso di interprete teatrale di successo in vari ruoli, dal momento che Lugosi indossò il mantello del vampiro, nonostante i suoi tentativi contrari, rimase per sempre "imprigionato" nel ruolo del conte Dracula.
Inoltre, il film è stato inserito dall'American Film Institute nelle seguenti liste:
- 2001: AFI's 100 Years...100 Thrills – n. 85[23]
- 2003: AFI's 100 Years...100 Heroes & Villains:
  - Conte Dracula – n. 33 Villain[24]
- 2005: AFI's 100 Years...100 Movie Quotes:
  - Conte Dracula: «Listen to them. Children of the night. What music they make». – n. 83[25]

### Collezionismo
I manifesti cinematografici originali del 1931 sono molto rari e vengono considerati veri e propri pezzi da collezione dall'alto valore di mercato, con quotazioni che superano i 100.000 dollari. Nel 2009, un poster originale di Dracula appartenuto all'attore Nicolas Cage è stato battuto all'asta per 310.700 dollari.

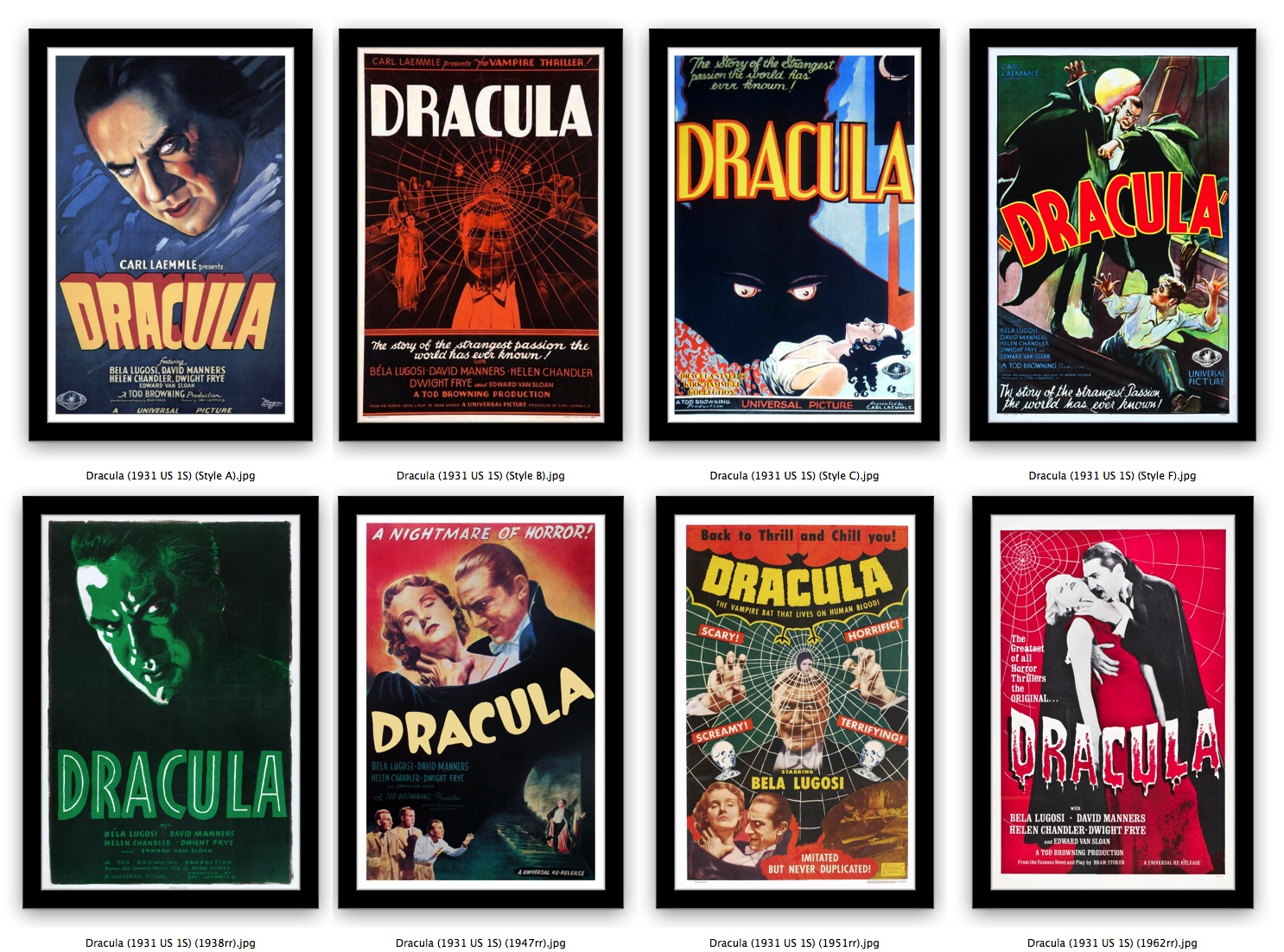

### Iconografia

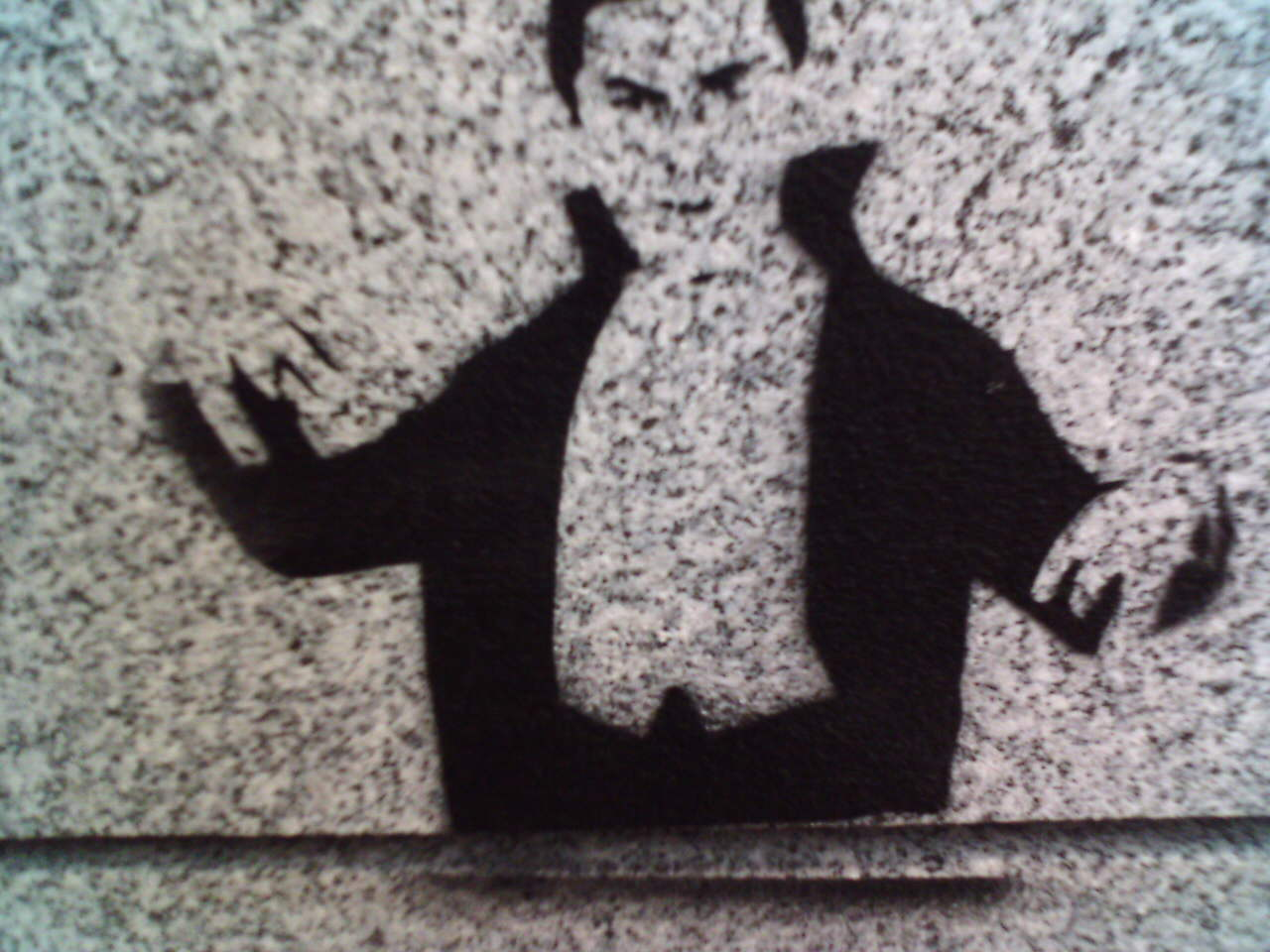
Un graffito di strada raffigurante Bela Lugosi come Dracula

Questo film, e il dramma teatrale degli anni venti di Deane & Balderston, contribuirono in maniera massiccia all'iconografia di Dracula nell'immaginario popolare, sebbene differisca molto dal romanzo di Stoker. Nel libro e nel film muto Nosferatu il vampiro (1922), l'aspetto di Dracula è quello di un essere repellente; Lugosi invece interpreta il Conte come un elegante uomo maturo di bell'aspetto, affascinante e aristocratico. La battuta del film diventata un classico, dove Dracula dice: «I never drink... wine» ("non bevo mai... vino"), è una trovata originale del film e non compare nel romanzo di Stoker.

## Sequel
Nel 1936, cinque anni dopo l'uscita del film originale, la Universal distribuì La figlia di Dracula, un diretto sequel di Dracula che inizia immediatamente dopo la fine del film precedente. Un terzo capitolo, Il figlio di Dracula con Lon Chaney Jr., seguì nel 1943. Il conte tornerà in vita in altre tre pellicole della Universal di metà anni quaranta: Al di là del mistero (1944), La casa degli orrori (1945) e nella commedia Il cervello di Frankenstein (1948). La Universal scritturò Lugosi nella parte di Dracula solo nel sopracitato film comico di Gianni e Pinotto, dando invece il ruolo a John Carradine negli altri due film. Lugosi interpretò un vampiro in altri tre film durante la sua carriera, e questo contribuì all'errata percezione da parte del pubblico che lui abbia interpretato Dracula al cinema in molti altri film.